# Metro-Net

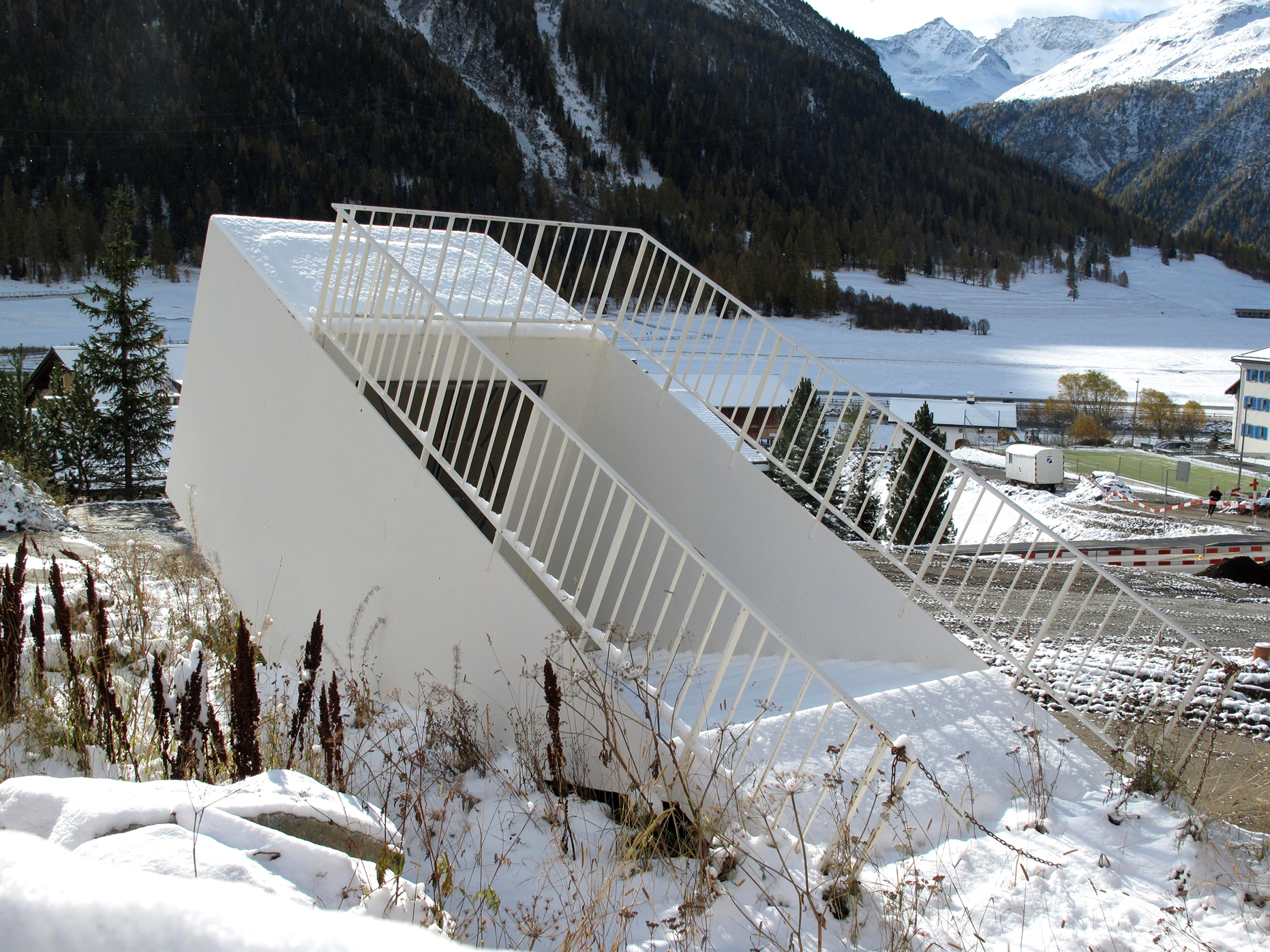
Martin Kippenberger, Transportabler U-Bahn-Eingang, Graubünden, Madulain, Schweiz, 2007

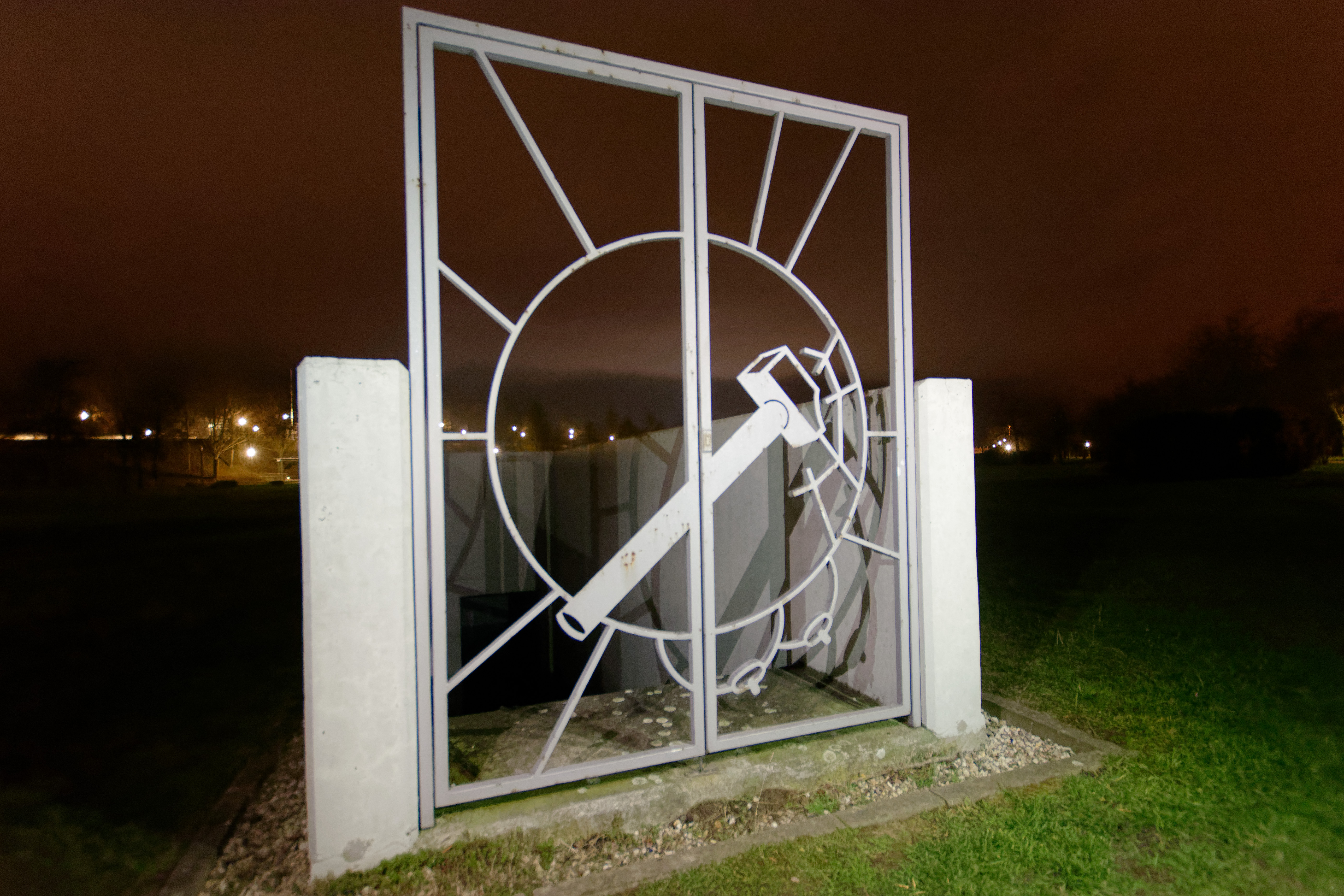
Eingang der Metro-Net Station im Messepark der Leipziger Messe.

Metro-Net. Subway around the world ist ein Kunstwerk von Martin Kippenberger.
Ziel ist es, ein weltumspannendes fiktives U-Bahn-Netz zu errichten. Dazu baute Kippenberger an verschiedenen Orten Eingänge und Lüftungsschächte von U-Bahn-Stationen, die aus funktionslosen Attrappen bestehen. Die Fiktion wurde neben der täuschend echten Optik mitunter durch abgespielte Fahrgeräusche und durch Ventilatoren erzeugte Luftströme verstärkt. Das Projekt wurde auch nach seinem Tod fortgesetzt.

## Geschichte

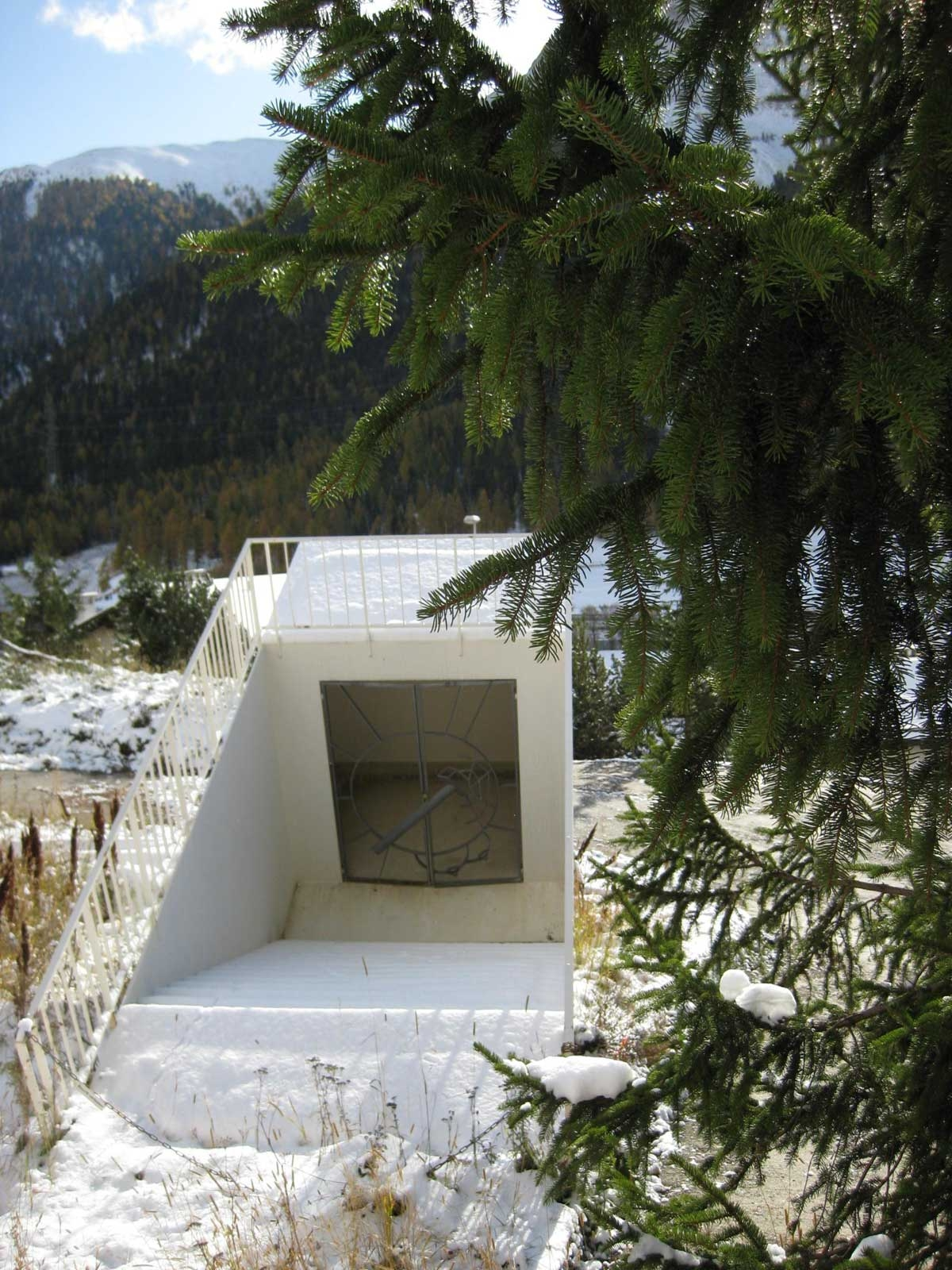
Eingangstor mit Sonne-Busen-Hammer-Logo der Lord Jim Loge

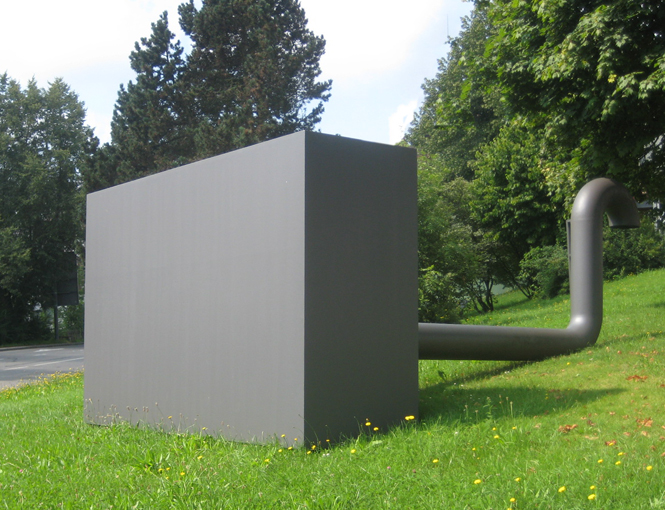
U-Bahn-Entlüftung St. Georgen im Schwarzwald

Das Signet der Lord Jim Loge

Als erste Station von Kippenbergers Metro-Net wurde 1993 auf der griechischen Kykladeninsel Syros ein Treppenabgang aus Beton errichtet. Der untere Zugang war mit einer schmiedeeisernen Tür versperrt, die das Signet der Lord Jim Loge trug. Ein aus Holz gefertigter U-Bahn-Ausgang kam im August 1995 in Dawson und ein weiterer Ausgang 1997 auf dem Gelände der Leipziger Messe hinzu.
Mehrere geplante Stationen wurden posthum errichtet, so 1997 während der Documenta X in Kassel und der Skulptur.Projekte in Münster. Ein Transportabler Lüftungsschacht (1997) befindet sich in der Sammlung Grässlin und wurde beispielsweise in St. Georgen und Karlsruhe ausgestellt, ein Transportabler U-Bahn-Eingang (1997) war von 1997 bis 1999 im Skulpturenpark Köln zu sehen.
2003 wurde ein weiterer Lüftungsschacht im Deutschen Pavillon der Biennale von Venedig installiert, was – sechs Jahre nach dem Tod des Künstlers – mitunter als nicht werkgetreu diskutiert wurde. Bereits 2001 wurde eine noch zu Lebzeiten Kippenbergers 1997 fertiggestellte Installation Transportabler U-Bahn-Eingang im Dorf Madulain in der Schweiz errichtet. Am Tor ist das Logo der Lord Jim Loge, Sonne Busen Hammer, zu sehen.